# Anssi Koivuranta
Anssi Einar Koivuranta (* 3. července 1988 Kuusamo, Finsko) je bývalý finský sdruženář a skokan na lyžích. Jeho největším úspěchem je zisk zlaté medaile v závodu družstev 4 × 5 km na šampionátu v Sapporu v roce 2007. Mimoto je držitelem bronzové medaile z individuálního závodu na 15 km, taktéž v Sapporu. Výčet jeho úspěchů doplňuje bronz ze závodu družstev 4 × 5 km na zimní olympiádě v Turíně (2006).
Koivuranta, který závodí za klub Kuusamon Erä Veikot z finského města Kuusamo, začal skákat na lyžích ve věku šesti let, v osmi letech se začal věnovat severské kombinaci. Poprvé se objevil na mezinárodní scéně v březnu roku 2003, kdy debutoval ve skupině B Světového poháru. Byl však diskvalifikován. V únoru 2004 získal bronzovou medaili na juniorském světovém šampionátu ve Strynu. Svůj opravdový debut Koivuranta prodělal ve Světovém poháru na konci sezóny 2003/2004, kdy závodil na dvou tratích v Lahti. Skončil na 23. a 24. místě.
Na začátku sezóny 2004/2005 skončil poprvé v první desítce, přesněji osmý, ve sprintu v Trondheimu. Svého prvního umístění na stupních vítězů dosáhl v lednu 2005, kdy skončil na bronzové příčce v Sapporu. Před koncem sezóny získal bronzovou medaili na juniorském Světovém šampionátu v Rovaniemi. Sezónu 2005/2006 zahájil Koivuranta listopadovým druhým místem v závodě v Kuusamu. V dalším průběhu sezóny dosáhl jednou druhé a dvakrát třetí pozice. Získal také svůj první bronz z velké mezinárodní akce, Zimní olympiády 2006 v Turíně, a to ze závodu družstev na 4 × 5 km. V prosinci 2006 skončil dvakrát za sebou ve světovém poháru na druhém místě, pravidelně se objevoval v první patnáctce. Na Světovém šampionátu v roce 2007 získal Koivuranta zlato a bronz, mimoto skončil čtvrtý ve sprintu. V březnu 2007 se také zúčastnil svého posledního juniorského šampionátu v Travisu, kde získal zlato a stříbro.
Koivuranta se řadil mezi sdruženáři spíše mezi lepší skokany, v posledních sezónách se mu ale povedlo též výrazně vylepšit běžecké dovednosti.
Od roku 2010 se začal specializovat na skoky na lyžích, kariéru ukončil v roce 2015.